# Слюсар Антоніна Дмитрівна
Антоні́на Дми́трівна Слю́сар (19 березня 1963, Дніпродзержинськ, Дніпропетровська область) — радянська та українська легкоатлетка, спеціалістка з бігу на короткі дистанції. Виступала в 1980-х і 1990-х роках, володарка бронзової медалі Ігор доброї волі в Санкт-Петербурзі, призерка першостей всесоюзного та республіканського значення, учасниця чемпіонату Європи в Гельсінкі.

## Біографія
Антоніна Слюсар народилася 19 березня 1963 року у місті Дніпродзержинську Дніпропетровської області Української РСР.
Почала займатися легкою атлетикою 1978 року, проходила підготовку разом зі своєю сестрою-близнюком Іриною у Дніпропетровську, виступала за добровільне спортивне товариство «Буревісник».
Першого серйозного успіху на всесоюзному рівні досягла у сезоні 1988 року, коли на чемпіонаті СРСР у Таллінні з українською командою виграла бронзову медаль у заліку естафети 4 × 100 метрів.
У 1989 році на чемпіонаті СРСР у Горькому знову стала бронзовою призеркою в естафеті 4 × 100 метрів.
У липні 1990 року на чемпіонаті УРСР у Луганську виграла срібну медаль у бігу на 100 метрів та золоту медаль у бігу на 200 метрів, встановивши при цьому свої особисті рекорди — 11,29 та 22,97 відповідно.
1993 року у складі української збірної виступила на змаганнях Pearl European Relays у Портсмуті, де разом зі співвітчизницями здобула срібну нагороду в естафеті 4×200 метрів. Пізніше на Кубку Європи у Римі стала четвертою в естафеті 4 × 100 метрів.
1994 року представляла Україну на Іграх доброї волі у Санкт-Петербурзі — у програмі естафети 4×100 метрів взяла бронзу. Брала участь у чемпіонаті Європи в Гельсінкі — у бігу на 200 метрів зупинилася на попередньому кваліфікаційному етапі, тоді як в естафеті 4 × 100 метрів у фіналі стала четвертою.Згодом працювала тренером з легкої атлетики в Дніпропетровську, зокрема серед її вихованок бігунка Олеся Повх.